# Francis Leo
Francis „Frank“ Leo (* 30. června 1971, Montréal) je kanadský římskokatolický kněz, kardinál, teolog a arcibiskup diecéze torontské.

## Stručný životopis
Po studiích v montréalském diecézním semináři byl v roce 1996 vysvěcen na kněze, inkardinován byl do arcidiecéze montréalské. V roce 2022 byl jmenován pomocným biskupem montréalským a tituláním biskupem tamadským. Dne 11. února 2023 jej papež František přijal jmenoval nástupcem torontského arcibiskupa Thomase Collinse.

## Kardinálská kreace
V neděli 6. října 2024 papež papež František oznámil, že na 8. prosince 2024 svolá konzistoř, v níž bude jmenovat 21 nových kardinálů a mezi nimi také Mons. Lea.